# Николай Кимчев
Николай Кимчев е български театрален и филмов актьор от Благоевградския театър, познат е от десетки роли в театъра, участвал в някои български филми, и певец на авторски македонски песни.

## Биография
Роден е през декември на 1952 година в плевнята на бащината си къща в Ораново, по-късно слято със Симитли. Още като младеж той показва любов към изява на сцената. Обича да рецитира стихове, да пее и да забавлява приятели и роднини. През 1979 година завършва ВИТИЗ „Кръстьо Сарафов“. Там усъвършенства и развива таланта си в класа по актьорско майсторство на професор Димитрина Гюрова. От 1 юли 1979 година до смъртта си Николай Кимчев е в трупата на Благоевградския театър „Никола Вапцаров“, като за кратко е и негов директор.
Много са ролите които той е изиграл на сцената на Драматичния театър „Никола Вапцаров“.
Забелязан е като талантлив актьор от кинорежисьори като Иванка Гръбчева, Людмил Стайков, Борислав Пунчев, Веселин Бранев, Сергей Комитски, Дочо Боджаков и други, които му поверяват роли в своите филми.
Почива на 3 февруари 2018 година в София в болница Пирогов след едномесечна кома в резултат на тежък мозъчен кръвоизлив.
На 25 май 2018 година е обявен посмъртно за почетен гражданин на Благоевград.

## Театрални роли
- Манчо Вагарджиев във „Вражалец“
- Буланов в „Лес“
- Тезей в „Сън в лятна нощ“
- Алексей в „Оптимистична трагедия“
- Миша Земцов в „Жестоки игри“
- Юсуф в „Чудо“
- Живко в „Майстори“
- Драгоданоглу във „Полите на Витоша“
- Стамболов във „Величието и падението на Стефан Стамболов“
- Димитър Общи в „Тайната вечеря на Дякона Левски“
- Лазар в „Лазарица“, Следователят в „Страшният съд“
- Шпигелберг в „Каролина Нойбер“
- Президентът в „Коварство и любов“
- Еди в „Побъркани от любов“
- Авел в „Игра на живота и смъртта в пепелната пустиния“
- Оргон в „Тартюф“, Доктор Ранк в „Нора“
- Осип в „Ревизор“
- Станчо Квасников в „Службогонци“ и много други.

## Филмови участия
- Записки по българските въстания (1976-1980), 13 серии - калфата Матю (в 2 серии: II, III)
- Летало (1980)
- Прилив на нежност (1983)
- Голямата игра (1983) – 6 серии – (Большая игра) (СССР / България) – Ернесто, телохранител на Грацио и жена му фрау фон Валецки
- По следите на капитан Грант – („В поисках капитана Гранта“) (1985) – 7 серии – СССР / България
- Време разделно (1988), 2 серии
- Бронзовата лисица (1991)
- Веществено доказателство (1991) – Трети ловец
- Жребият (1993) – 7 серии – Цар Фердинанд
- Патриархат (7-сер. тв, 2005)
- Кантора Митрани (2012), 12 серии – Александър (в 1 серия: VIII)
- Воевода (2016) – Ристо „Шопо“

## Филми за него
- „Сърце от светлина“ (2018) (реж. Маргарита Полежанова)